# 家族という病
『家族という病』（かぞくというやまい）は日本の作家、下重暁子のエッセイ。またそれを原作とした大山千賀子の劇場公開予定の長編実写映画。

## 映画
「家族という病」は、下重暁子原作、大山千賀子監督の第二作目の長編劇映画である。

### 解説
・原作をもとに、ある三つの家族、世間体を放棄した二人の男と女が織りなす、人間ドラマに仕立て上げられている。

### あらすじ（映画）
下重暁子著「家族という病」の中からエッセンスを抜き出し、大山千賀子が彼女のテイストで群像劇に仕立て上げている。穏やかな毎日をブラックユーモアに書き上げ、所々に彼女流のキックを入れて刺激的な映像を醸し出そうと試みている。ある意味では「Short cut」的でもあり、「東京物語」や「愚行録」的でもある。演出的には俳優陣と綿密なコミュニケーションを取りながら、木を中心とした神秘性のある美しい映像の映画に仕立て上げる。テーマは「家族」。

### キャスト（映画）
藤田森

小説家。38歳にして念願であった藪木賞を受賞。藤田の小説のテーマは女の裸である。黒木玲子をホテルに呼び出しては女体の研究をしている。それらをモチーフに鋭い視点で小説を書いている。学生の頃から人間の裸に執着している。
田原純一郎

学生時代よりイージーリーディングのミステリーを書いている。妻に経済面のコントロールをされてしまっていて、自分の書きたいものがなんであるのかわからなくなってきている。学生時代からの計画でもあった藪木賞の受賞はおろか、最近では賞という言葉さえ遠のいている。しかし長年にわたる「刑事コンラン」が常にベストセラー。頬に違和感を感じ歯医者に行くと癌の疑いがあると指摘される。
ホームレス
生まれてきた環境が不運であった。世間と歩調を合わせることよりも孤独で生きることを選択。昼間はいつも公園で絵を描いている。子供達に民話を聴かせたり、母子家庭の子どもを預かったりしている。台風で身辺が一掃される。それから行方不明に。子供たちだけはホームレスのことを気遣っている。
田原麻里子
田原家の経済面を仕切っている。自分以外の人間には全く興味がなく、常に自分のおく境遇が優位になるようにたち振る舞っている。そのせいか娘は贅沢三昧といった環境で放置し、礼儀も弁えない娘と育っている。人に対する敬意も持ち合わせていない。太っているが贅沢な下着やアクセサリーに凝っている。
松原雄二
松原家の主人 有名な商社勤務で全盛期にはアラブやヨーロッパに派遣されていた。定年退職した今でも手腕を発揮したそのころが忘れられず、毎朝妻の作ってくれる弁当をブリーフケースに入れ、7時には出勤していく。自分に期待をかける母への思いでもある。近所の人たちは重役として会社で活躍していると思い込んでいる。
黒木まりあ
有名高校「白百合学院」に通学している。母玲子の意思で入学したが、クラスメートはネットで黒木玲子の職業を割り出し仲間外れで笑い物になっている。裕福な暮らしよりも誠実で愛のある人生を送りたいと思っている。パパカツは趣味でやっているがお金目的ではない。木に興味があり、古い木を散策し続けてインスタにアップしている。インスタ仲間に幸生がいる。
松原幸生
松原家長男  小さい時から父親の思い通りの人生を送ってきた。父親の希望通りに企業に勤めはじめるが忙しいばかりの毎日に、生きることとは？と疑問を持ち始め、退社。父親を尊敬しながらも彼と同じように生きたいとは思わない。何をするわけでもなく自室にこもりゲーム三昧の哲学人間に。認知症の祖母の面倒はよく見ている心優しい青年。大人しい性格で、現代という時代に翻弄されまいと意地を張っている。趣味は俳句を作ること。
松原涼子
優秀な編集者　若葉出版社員　本部勤務。田原純一郎の編集者を15年やっている。人気はあるが似たような推理小説の編集者を続けているのも限界があると感じている。独身。年下のイケメンの部下がいる。藪木賞受賞作『裸体の神秘』に強く惹かれている。
黒木玲子
まりあの母。アダルト女優として活躍している。というのも娘のまりあに期待をかけ、自分のような人生を歩んで欲しくないと内心思っているから。アダルト女優のみならず、デリヘルまでやってお金を稼いでいる。自分の出生で辿った道をまりあに歩ませたくないと母子家庭でも優雅な暮らしをしている。男よりもお金が全てという哲学人。高学歴でインテリ。